# Frank Schult

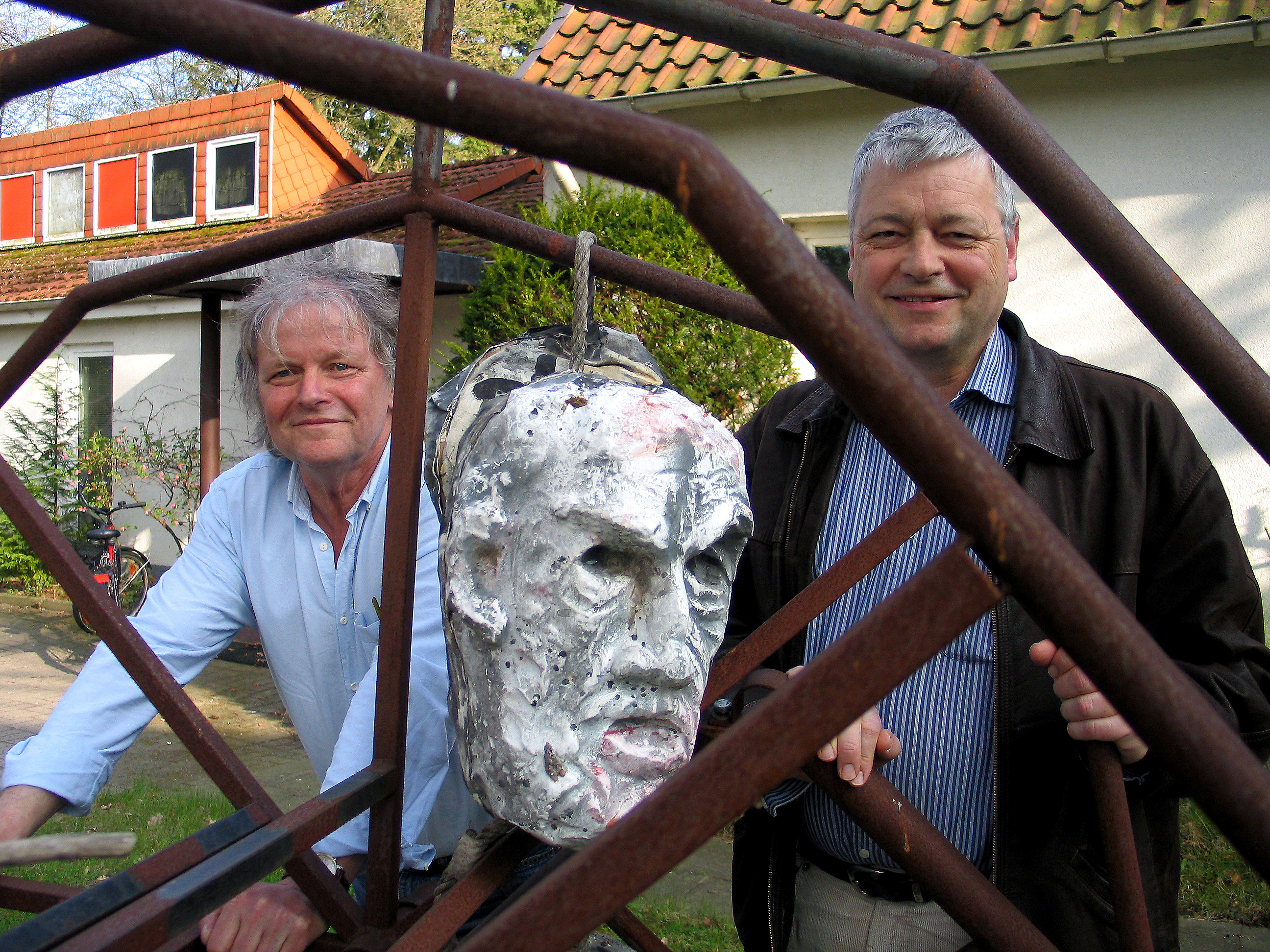
Frank Schult (links) und Superintendent Hans-Georg Sundermann, Pastor an der Stadtkirche St. Marien in Celle

Frank Schult (* 13. Februar 1948 in Ilmenau, Thüringen) ist ein deutscher Maler, Bildhauer und Grafiker. Er studierte Malerei bei Bernhard Heisig und war Meisterschüler bei Willi Sitte. 1988 wurde Frank Schult aus der DDR ausgebürgert. Frank Schult ist Künstler der Leipziger Schule.

## Leben

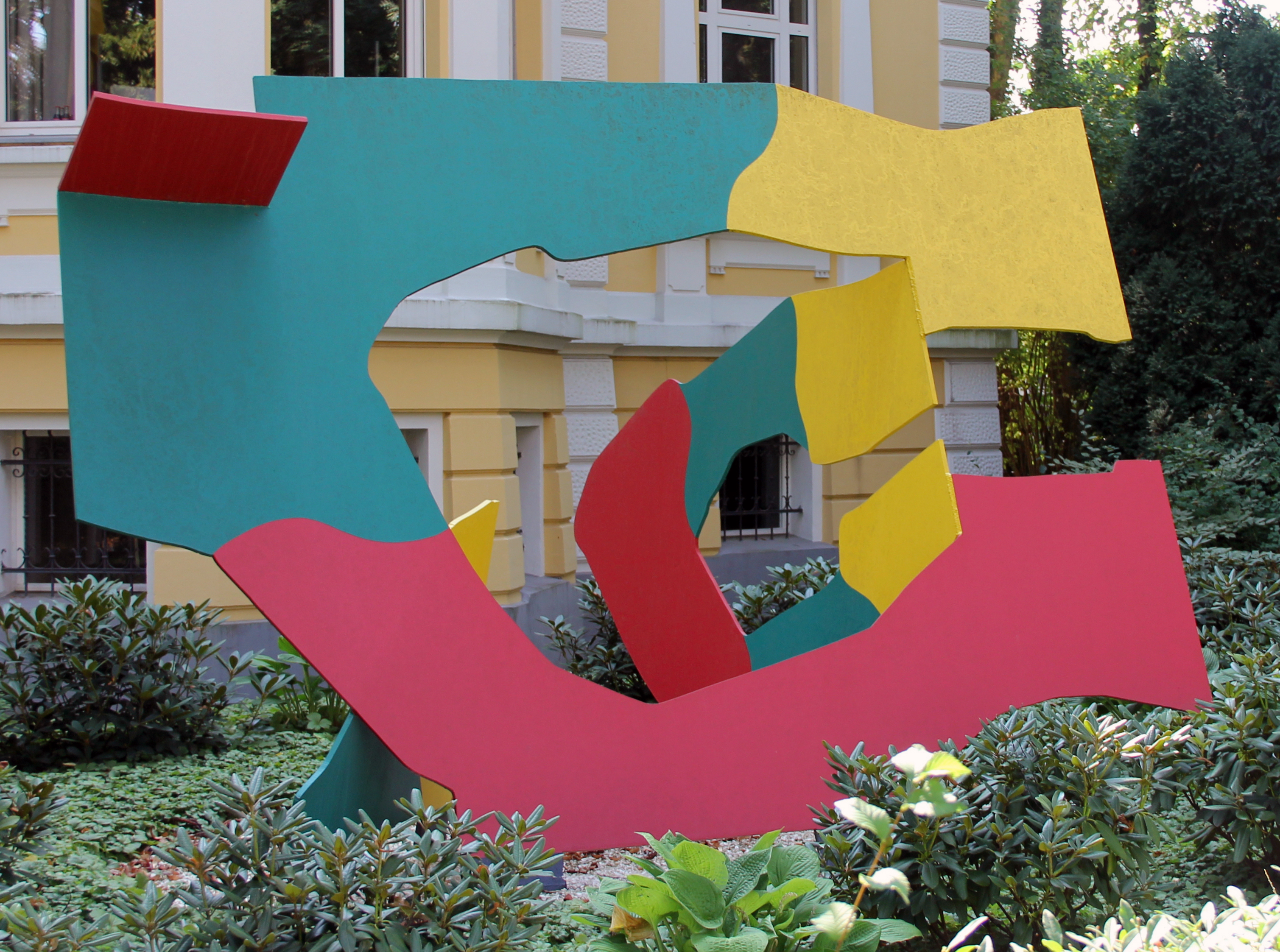
„Gemeindebund“, Berlin-Lichterfelde

Frank Schult wuchs in Ilmenau auf. Er ist seit 1976 verheiratet und hat zwei Töchter und einen Sohn.
Durch Kontakt mit dem Farbgestalter Roland Klemmer erfolgte eine erste intensive Beschäftigung mit Malerei. Von 1972 bis 1977 studierte Frank Schult an der Hochschule für Grafik und Buchkunst Leipzig bei Bernhard Heisig, Arno Rink und Hans Mayer-Foreyt.
1977 wurde Frank Schult in den Verband Bildender Künstler der DDR aufgenommen. Es folgten erste Ausstellungen und Auslandsreisen in den damaligen Ostblock. 1982 wurde Frank Schult Meisterschüler bei Willi Sitte in Halle. Er engagierte sich durch seine Freundschaft mit dem Pfarrer Steffen Metzger in der Kirchengemeinde Halle/Beesen. Zahlreiche Ausstellungen im In- und Ausland folgten u. a. in Grabrowo, Lausanne, Nürnberg, Hannover, Budapest, Leningrad, Białystok, Prag.
Frank Schult stellte 1985 einen Antrag auf Ausreise aus der DDR und kündigte das Meisterschüler-Verhältnis zu Willi Sitte. Er beteiligte sich an Friedensgebeten in Halle und Leipzig (Nikolaikirche). 1986 wurde ihm der Personalausweis der DDR entzogen und Frank Schult erhielt Berlin-Verbot. Von da an stand Schult unter ständiger Beobachtung der Staatssicherheit. 1987 – am Tag der Menschenrechte – erfolgte die Gründung einer internen Kirchenzeitschrift mit Grafiken von Frank Schult. Im Februar 1988 war Schult Mitinitiator der Grafikauktion „Frieden, Schöpfung, Menschenrechte“ in der Leipziger Reformierten Kirche. Der Erlös diente der Unterstützung der wegen der Berliner Rosa-Luxemburg-Demonstration Inhaftierten. Es folgte die Performance „Trauer und Feuer – Film“ mit Ludwig Erle, Hans-Jürgen Wenzel, Frank Hiller und zahlreichen Laiendarstellern aus Halle/Saale.
Im Februar 1988 wurde seine Ausstellung „Trauer und Feuer“ im Kulturhaus „Phillip Müller“ in Halle/Saale verboten. Am 10. Dezember 1988 erfolgte die Genehmigung der Ausreise mit der Familie in die Bundesrepublik Deutschland. Nach Stationen in Schlitz/Hessen und Fulda wohnt und arbeitet Frank Schult in Celle und Hamburg.

## Ausstellungen (Auswahl)
- 1973–1988: Suhl, Halle/S., Berlin, Wittenberg, Magdeburg, Hannover, Querfurt mit Ausstellungsmusik (SCHULT-Musik) von Hans J. Wenzel, Bukarest; Gabrowo, Budapest, Zeitz, Leipzig mit Video und Musik von F. Schult und Hans J. Wenzel, Multimedia im neuen theater Halle „Trauer und Feuer“; Von F. Schult und Hans J. Wenzel, Triennale „Junge Kuenstler und Meister der Handzeichnung“, Nürnberg;
- 1978 und 1980: Frankfurt/Oder, Galerie Junge Kunst („Junge Künstler der DDR“)
- 1979: Halle/Saale, Bezirkskunstausstellung
- 1989: Hallenburg, Schlitz/Hessen; Zweckverband Großraum Hannover;
- 1990: Galerie „Glasnost“, Nürnberg; Galerie „Libertas“, Frankfurt/Dreieich;
- 1990: „Ausgebürgert aus der DDR“, Dresden/Hamburg;
- 1991: Vonderau – Museum, Fulda; „THE BIG PRINTS“, Weinheim und verschiedene Staedte der USA bis 1995;  1 eres RIADEM, Rencontres Internationales d´Art Contemporain et de Musique Classique, Paris/Montigny;
- 1992: Galerie „Art Communication“, Berlin; Galerie „Glasnost“, Nürnberg; „meer offen“, Dresden; „Galerie am Herrenteich“, Suhl; „Galerie Marktschlößchen“, Halle/S.; Accrochage – Expression fünf – Galerie „Art Communication“, Berlin; „Sagen, Märchen, Legenden“, Kreissparkasse Alfeld;
- 1993: „meer offen“, Bethanien Berlin/Kreuzberg; „Wege“, Diakonieverein Wehr-Oeflingen, Wanderausstellung und Jahresgaben; „Worum geht’s – Zwiesprächig“, Roemer- und Pelizaeus-Museum Hildesheim; Galerie „Art Communication“, Berlin; Galerie „Schilling“, Köln;
- 1994: „Galerie Boisseree“, Köln; „Galerie Schlehn“, Kultur-Zentrum FAUST, Hannover; „Wahlverwandtschaft“, Bomann-Museum Celle; „Art Multiple“, Düsseldorf;
- 1995: „Auftrag Kunst“, Deutsches Historisches Museum, Berlin; Galerie „ArtCommunication“, Berlin; „Denn unser Erkennen ist Stueckwerk“, Konrad-Adenauer-Stiftung, Sankt Augustin; „Galerie Boisseree“, Köln „10 Zeitzeugen“ Art Cologne;
- 1996: „Vom jähen Licht der Erinnerung geblendet“, Vorstellung des Künstlerbuches von Frank Schult zu Gedichten von Georg Trakl, Hannover; Stipendium der Konrad-Adenauer-Stiftung aus dem Else-Heiliger-Fonds; „Galerie Bodemannstrasse“, Gifhorn; „Die kleine Ruhe“, Galerie im b.i.b., Hannover
- 1997: Galerie „EGO ART“, Mannheim; „Horizonte“, Diakonieverein Wehr-Oeflingen, Wanderausstellung und Jahresgaben; „Weder GUT noch BÖSE“, Sammlung Hanna und Paul Gräb, München; „Galerie Cornelia Priess“, Celle; „beiderseits“, Lutherische Pfarrkirche St. Marien, Marburg; „Grosse Kunstausstellung Düsseldorf NRW“, 1997/98, Düsseldorf; Präsentation der „Edition Endtenfang“ 1/97 von Frank Schult im „Fürstenhof“, Celle;
- 1998: Galerie „augenart“, Hamburg; „Galerie im Kongresszentrum“, Suhl; „kräftig gestaucht“, Galerie im b.i.b., Hannover; „Die Zerbrechlichkeit des Schönen“, Nord LB/Art – Porzellanmanufaktur Fürstenberg, Bilder und Porzellanbemalung; Kunstmarkt Dresden 1998, „Kunst des 20. Jahrhunderts auf Papier“; Bibelgalerie Meersburg „Gottesbilder grosser Künstler“; Galerie Priess, Hannover „Wunder der Schöpfung – Die Hand“; Galerie Les Beaux Arts – Villa Hoffmann, Berlin;
- 1999: „Grosse Kunstausstellung Düsseldorf NRW“, 1998/99, Düsseldorf; „Galerie am Wasserturm“ „The Big Print“, Berlin; Galerie „D’ART CONTEMPORAIN“, Marseille FRANK SCHULT;
- 2000: „Randzeichen“, Ausstellung in der Art-Galerie der Nord/LB Hannover; „Kunst Köln 2000“, Internationale Messe (Galerie/Edition Grimm, Magdeburg); „PENTIMENT 2000“, International Summeracademy for Art and Design, Fachhochschule Hamburg/Fachbereich Gestaltung; „Expo 2000“ – Hannover, Deutschlandpavillon; „Das Ei – Der Ursprung des Lebens / Das Kind unserer Zukunft“ – „Heiliger Stuhl“, Expo-Projekt; „Guan Shanyue Art Museum“, Shenzhen / VR China;
- 2001: „Druckgrafik (Elemente 2)“, Galerie Beck Priess, Berlin; „Große Kunstausstellung Düsseldorf/NRW“, Düsseldorf:
- 2002: „Art Vienna“, Wien; „Vom Künstlerclub zur Moderne“, Galerie Herold / Hamburg – Kampen; „Kunst Köln“, Messehallen Köln;
- 2003: „Der Augenblick ist Ewigkeit“ – Am Scheideweg: Christliche Symbole in der zeitgenössischen Kunst, KunstHalle – Villa Kobe, Halle/Saale; Dialoge, Wehr – Öfflingen; Galerie Leopold Richter, Hannover;
- 2004: Galerie Raab, Fulda; Museum Stadt Bad Hersfeld; Lorraine Ogilvie Gallery, Marburg; Galerie Herold, Hamburg;
- 2005: Eröffnungsausstellung, Kunststiftung ben zi bena, Merseburg; Kunstmesse Hamburg, Galerie Herold;
- 2006: „Dialog der Positionen“, Kunststiftung ben zi bena, Merseburg; Kunstmesse Hamburg, Galerie Herold, Hamburg; „Dialog der Positionen“, Roemer- und Pelizaeus-Museum, Hildesheim; „Von der Sezession bis Heute“, Galerie Herold, Hamburg; „Komplexe Antworten auf simple Fragen“, Galerie Im Haesler Haus, Celle;
- 2007: „Holztheater“, Kunstverein Buchholz/Nordheide; „Zeitzeuge“ im Verband der Nordwestdeutschen Zeitungsverlage e. V. Hannover; Kunstmesse Hamburg, Galerie Herold, Hamburg;
- 2008: Kunstverein Kehdingen e. V., Freiburg/Elbe; galerie m beck, Homburg/Saar; „Frank Schult zum Sechzigsten“, lounge/area; Kunsthalle Villa Kobe, Halle/Saale; Norddeutsche Kunst „ZEITGENOSSEN“, Galerie Herold Hamburg und Kampen;
- 2009: Art Contemporain et de Musique, Paris/Montgnuy; Galerie Himmelreich, Magdeburg; Landesmusikakademie Hessen, Schloss Hallenburg; Ausstellung „Bier“, Raab Galerie, Berlin Fasanenstrasse;
- 2011: Lorraine Ogilvie Gallery, Marburg; Kunstverein Buchholz/Nordheide; Städtische Galerie Wangen/Allgäu;
- 2012/13: Marburger Kunstverein (Kunsthalle Marburg)
- 2013: Galerie Herold, Hamburg
- 2013: Galerie im Congress-Centrum Suhl
- 2014: Galerie Herold, Hamburg  „Sommergäste“, Gemeinschaftsausstellung (u. a. mit Rainer Fetting, Dieter Glasmacher, Christopher Lehmpfuhl)
- 2014: Pop-up Kunst, Keitum
- 2015: Galerie Patrick Herold, Kampen/Sylt, Zeitgenössische Kunst, „Modern Times“, Gemeinschaftsausstellung (u. a. mit Neo Rauch, Gerhard Richter, Jonathan Meese, Christo, Dieter Glasmacher, Rainer Fetting)
- 2015: Galerie Herold, Hamburg (Einführung Ulrich Krempel)

## Veröffentlichungen (Auswahl)
- 1979: Katalog „Fiatal kepzömüveszek az NDK – bol“, 1979, Budapest, SKV Nyomdaüzem -79-1195-8
- 1980: Edition Peters Leipzig Nr. 10455,  Partitur von Hans J. Wenzel  für Flöte, Klarinette in B, Trompete in C und zwei Violoncelle „SCHULT-MUSIK“, 1980, anlässlich einer Ausstellung Burg Querfurt
- 1980: Katalog „Kunst aus der DDR – Bezirk Halle“, Kunstverein Hannover
- 1982: Katalog „2. Internationale Jugendtriennale und Meister der Zeichnung“, Kunsthalle Nürnberg, vom  11.06. – 31. Oktober 1982 (Herausgeber Kunsthalle, Kat. Nr. 54/82)
- 1990: Katalog „les must de Cartier“, Kunstförderungs-Auktion, 13. November 1990, Kunstpalais des Wiener Dorotheums, „Künstlerinnen und Künstler aus Mittel- und Osteuropa in Wien“
- 1990: Katalog „AUSGEBÜRGERT“, Albertinum zu Dresden und Kleine Deichtorhalle Hamburg, Herausgeber Werner Schmidt, Argon-Verlag,  ISBN 3-87024-160-8
- 1991: Katalog „THE BIG PRINT“, 1991, Ausstellungsstart in den USA, University Art Museum Arizona 1992 (Herausgeber und Druck E.A. Quensen, Lamspringe)
- 1992: Katalog "APENT HAV – Meer offen ", Ausstellung der Deutsch-Norwegischen Gesellschaft 1992, Verlag E.S. Mittler & Sohn GmbH, Herford; Bonn, ISBN 3-8132-0387-5
- 1993: Katalog „Worum geht's ? Künstlerische Positionen 1000 Jahre nach Bernward von Hildesheim“ vom 15.08. – 29. November 1993 im Römer Museum Hildesheim,Herausgeber Manfred Boetzkes und Heinz Thiel
- am 12. Dezember 1993: Sendung im RTL – Sendung: „Kunst und Botschaft“, Bildbesprechung Frank Schult „Abendmahl“ Erläuterungen von Wilhelm Gräb, Berlin
- 1995: Katalog „Denn unser Erkennen ist Stückwerk – Frank Schult“, Konrad-Adenauer-Stiftung, Sankt Augustin/Bonn, 1995
- 1996: Katalog „Museum der Bildenden Künste Leipzig – Jahresheft 1996“, ISBN 3-86060-002-8
- 1999: Evangelische Kommentare,"Im Strudel des Lebens", symbolische Verweise zu Arbeiten von Frank Schult, Horst Schwebel, Heft 3/99
- Katalog " 1 eres RIADEM 19991  Rencontres Internationales d'Art Contemporain et de Musique Classique", Paris, RGDP 93200, Saint – Denis/F.
- diverse Kataloge vom Verlag Kunst und Diakonie, Wehr-Öfflingen, Herausgeber Paul Gräb und Heinz-Jörg Güspert,  z. B. „Horizonte“ ISBN 3-00-001446-2
- Kataloge „gegenwartsvergangen“ ISBN 3-925090-04-5, „Wahlverwandtschaft“ Herausgeber Bomann-Museum Celle, "Beiderseits ISBN 3-925090-03-7 Herausgeber Heinz Thiel (alle)
- Katalog „Randzeichen“, Publizist und Ausstellungsmacher Andreas Mertin, Horst Schwebel, Hagen
- 2003: Katalog „Vom Impressionismus zur Moderne“, Herausgeber Galerie Herold, Hamburg, 2003
- 2004: Katalog „Wahrnehmungen des Lebens“, Bild- und Textband von Uwe Gerber, Evangelische Verlagsanstalt GmbH Leipzig, 2004, ISBN 3-374-02216-2
- 2006: Katalog „Holztheater“, Kunstverein Buchholz Nordheide e. V., Hamburg 2006, ISBN 3-981017-1-9.
- 2010: Katalog „Tradition und Neubeginn“, Herausgeber Neuer Leipziger Kunstverein e. V., Leipzig 2010, Beitrag von Dietulf Sander : „Denken in Kringeln“... zu Gemälden von Frank Schult
- 2013: Katalog „Du willst doch nicht sagen,...“, Ausstellung im Marburger Kunstverein e. V. 2013, Autoren Axel Feuß, Michael Herrmann

## Theater/Bühnenbilder (Auswahl)
- 1991: „Romeo und Julia“, Buehnenbild, im Schlosstheater Celle
- 1992: „Nathan der Weise“, Bühnenbild u. Kostüme, im Schlosstheater Celle
- 1993: „Biedermann und die Brandstifter“, Bühnenbild im Schlosstheater Celle; „Die Tragödie der Ducessa von Malfi“, Bühnenbild u. Kostüme, Rudolstädter Festspiele
- 1994: „Die letzten Dinge“, Bühnenbild von F. K. Waechter, Freies Werkstatt-Theater, Köln
- 1999: „Jedermann“ von Hugo von Hofmannsthal, Bühnenbild u. Kostüme, in der Ev. Kirche in Koserow/Usedom (1999/2000)
- 2002: „Bühnenausstattung Hamlet“, Theater Anklam, Zinnowitz
- 2009: Ausstattung Wilhelm Tell, Theater Putbus; Ensemble Klassik am Meer, Berlin
- 2010: Schlosstheater Celle „Die Nibelungen“, Bühnen- und Kostümbildner
- 2013: Theater Neustrelitz „Der kaukasische Kreidekreis“, Bühnen- und Kostümbildner

## Ehrungen
- 1991: „Förderpreis der Heitland Foundation“
- 1995: „Else-Heiliger-Stipendium“ der Konrad-Adenauer-Stiftung

## Ankäufe und Sammlungen (Auswahl)
- 1979: Triptychon, Stadt Gabrowo/Bulgarien
- 1980: Zeichnungen, Kunstmuseum Moritzburg Halle/Saale
- ca. 1980: Wandbild " Kinder wollen erwachsen sein", POS Bitterfeld, Größe: 5,00 m × 3,50 m
- 1984: Skulptur „Sport“, Edelstahl, Sportstadion Weißenfels, Größe: 4,00 m × 3,00 m
- 1990: Tafelbild „Die, die die Macht haben...“, Rathaus Stadt Halle/S.
- 1991: Tafelbild „OHA – VA – MUTHER“, Vonderau Museum Fulda
- 1992: Tafelbild „Mitläufer“, Niedersächsischer Städte- und Gemeindebund Hannover
- 1992: 2 Arbeiten auf Papier, Kupferstichkabinett Dresden
- 1992: Bilderzyklus „Jeder sieht auf seine Weise“, Städtische Union Celle
- 1995: Tafelbild „Anfrage an Babel“, Museum der bildenden Künste Leipzig
- 1995: Tafelbild „Anthropozentrik“, Rathaus der Stadt Lohne
- 1995: Tafelbild „Der tolle Mensch“, Konrad-Adenauer-Stiftung Wesseling
- 1996: 6 Holzskulpturen, Höhe je 3,00 m, Tagungsraum der Städtischen Wohnungsbau GmbH Celle
- 1998: „Am Anfang war...“, Evangelische Begegnungsstätte Hohenwart, Pforzheim
- „Meer offen“ u. „Altar“, Bischof der evangelischen Kirche von Kurhessen und Waldeck
- „Jeder auf seine Weise“, 3 Tafelbilder, Größe: je 3,50 m × 1,60 m, Kunststiftung Celle
- 2000: „Natur, Technik“, 2 Tafelbilder zum Thema: „Natur, Mensch, Technik“ Neues Rathaus, Celle
- „Big Print“, Anadolu Universitesi Museum Eskisehir
- 2013: Tafelbild „Europa“, Größe: 2,00 m × 4,00 m, Fa. Reyher Hamburg
- 2013: Skulptur „Bronze“, Größe: 1,60 m × 1,40 m × 1,40 m, Fa. Reyher Hamburg
- Sammlung D. Kalden, Wetter,
- Sammlung W. Haack, Celle
- Hanna und Paul Gräb – Sammlung, Wehr-Öfflingen
- Sammlung S. Metzler, Celle,
- 2015: Sammlung John Turner und Jerry Fischer, Louisiana, USA
- 2015: Sammlung Martin Peters, Amsterdam, Niederlande